# Guzki (powiat piski)
Guzki (niem. Gusken) – wieś w Polsce położona w województwie warmińsko-mazurskim, w powiecie piskim, w gminie Biała Piska. W latach 1975–1998 miejscowość należała administracyjnie do województwa suwalskiego.

## Historia
Wieś powstała w ramach kolonizacji Wielkiej Puszczy. Wcześniej był to obszar Galindii. Wieś ziemiańska, dobra służebne w posiadaniu drobnego rycerstwa (tak zwani wolni, ziemianie w języku staropolskim), z obowiązkiem służby rycerskiej (zbrojnej).
Guzki jako dobra wolnych i wieś czynszowa, wspominane były w 1446, 1448 r. Dobra służebne w Guzkach (i Zdrojewie) lokowane w 1471 r. Zatem przywilej lokacyjny wystawiony po założeniu wsi służebnej. W XV i XVI w. wieś wymieniana w dokumentach pod nazwą Guβken, Guβky, Guschkenn.
Wieś lokowana przez komtura Zygfryda Flacha von Schwartzburga w 1471 r., na 10 łanach na prawie magdeburskim (między Kumielskiem, Pożegami i Turowem), z obowiązkiem jednej służby zbrojnej. Przywilej otrzymał Jerzy Guzek. Jednak wieś obejmowała jeszcze 25 łanów z obowiązkiem trzech służb zbrojnych, nie ujętych w powyższym dokumencie lokacyjnym. Część ziemi ze wsi Guzki, nadana w 1471 r., obejmująca 10 łanów, zwana była później Zdrojewem. 
Jeszcze przed 1555 r. doszło do zamiany ziemi, folwark książęcy z Guzek przeniesiono do Łupek. 
Zobacz też: Guzki (powiat ełcki)